# Festival de la Canción de Estonia

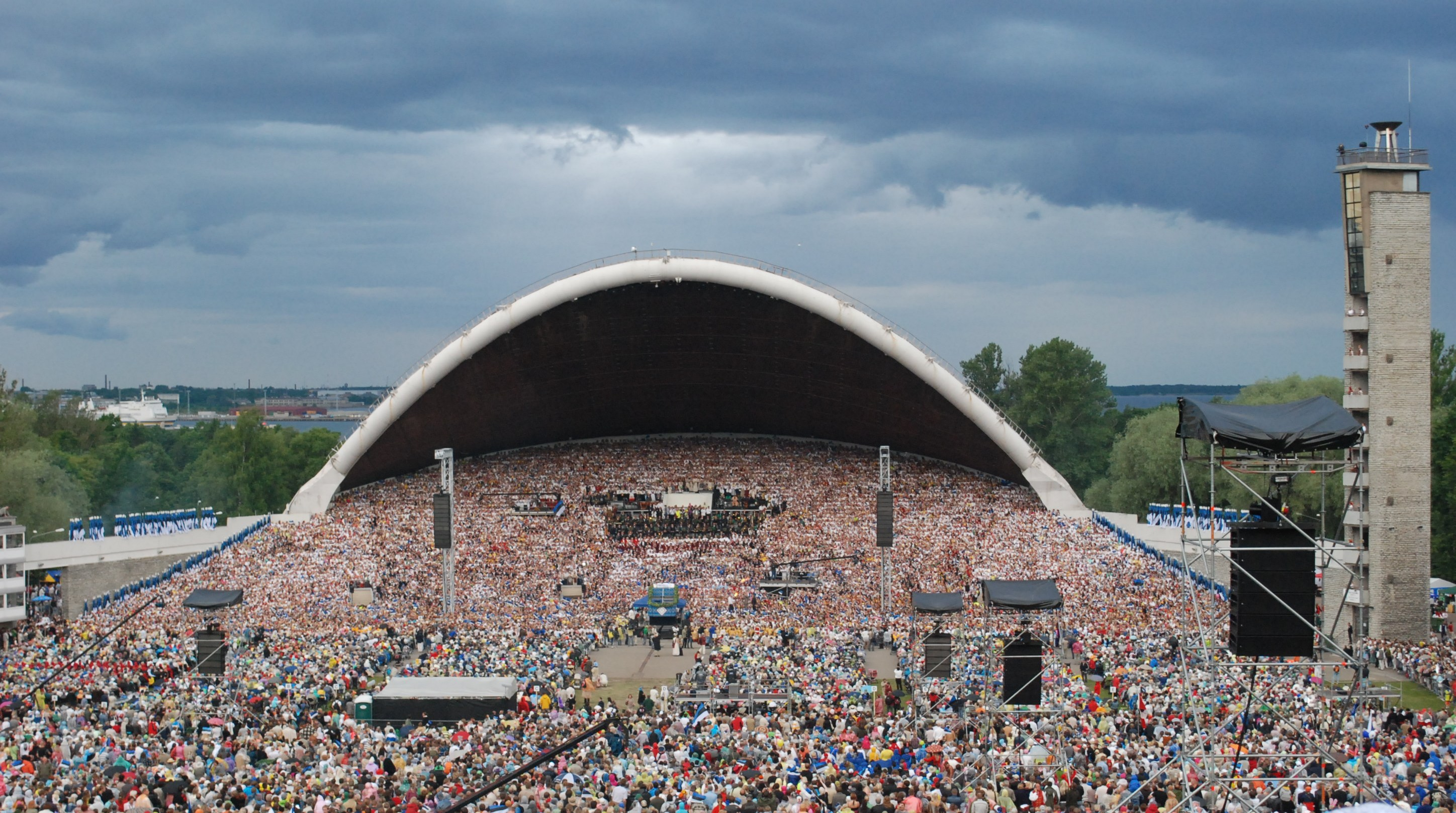
XXV edición del festival en 2009.

El Festival de la Canción de Estonia (en estonio: üldlaulupidu) es uno de los mayores eventos de música coral amateurs del mundo, una obra maestra del patrimonio oral e inmaterial de la humanidad. Se celebra cada cinco años en julio en el Auditorio del Festival de la Canción de Estonia (Lauluväljak) de Tallin simultáneamente con el Festival de Danza de Estonia. El coro está formado por más de 30000 cantantes que actúan ante un público de 80000 personas.

## Historia
La tradición del festival de la canción nació con el despertar nacional estonio. El primer festival nacional de canciones se celebró en Tartu en el verano de 1869. Uno de los organizadores del primer festival de canciones fue Johann Voldemar Jannsen. En los tres primeros festivales sólo participaron coros de hombres y orquestas de metal. 822 cantantes y 56 músicos de viento participaron en el primer festival. A partir del cuarto festival, también participaron coros mixtos. A partir del sexto festival en 1896, el festival se trasladó a Tallin.
A partir de 1947, las autoridades soviéticas introdujeron canciones extranjeras en el repertorio. Cada evento debía incluir el himno de la República Socialista Soviética de Estonia, La Internacional y el himno de la Unión Soviética. Debido a la inclusión de coros infantiles y masculinos, el número total de participantes ascendió a 25000-30000 personas. El Festival de Danza y Gimnasia de los Primeros Juegos Estonios, iniciado en 1934, se convirtió en predecesor de los posteriores Festivales Nacionales de Danza que acompañaban al festival de la canción.

## Ediciones
| Festival de la Canción       | Año  | Ciudad | Coros | Participantes |
| ---------------------------- | ---- | ------ | ----- | ------------- |
| I Festival de la Canción     | 1869 | Tartu  | 51    | 845           |
| II Festival de la Canción    | 1879 | Tartu  | 64    | 1,272         |
| III Festival de la Canción   | 1880 | Tallin | 48    | 782           |
| IV Festival de la Canción    | 1891 | Tartu  | 179   | 2,700         |
| V Festival de la Canción     | 1894 | Tartu  | 263   | 3,951         |
| VI Festival de la Canción    | 1896 | Tallin | 410   | 5,681         |
| VII Festival de la Canción   | 1910 | Tallin | 527   | 10,000        |
| VIII Festival de la Canción  | 1923 | Tallin | 386   | 10,562        |
| IX Festival de la Canción    | 1928 | Tallin | 436   | 15,049        |
| X Festival de la Canción     | 1933 | Tallin | 500   | 16,500        |
| XI Festival de la Canción    | 1938 | Tallin | 569   | 17,501        |
| XII Festival de la Canción   | 1947 | Tallin | 703   | 25,760        |
| XIII Festival de la Canción  | 1950 | Tallin | 1,106 | 31,907        |
| XIV Festival de la Canción   | 1955 | Tallin | 893   | 30,321        |
| XV Festival de la Canción    | 1960 | Tallin | 875   | 29,273        |
| XVI Festival de la Canción   | 1965 | Tallin | 690   | 25,806        |
| XVII Festival de la Canción  | 1969 | Tallin | 771   | 30,230        |
| XVIII Festival de la Canción | 1975 | Tallin | 641   | 28,537        |
| XIX Festival de la Canción   | 1980 | Tallin | 627   | 28,969        |
| XX Festival de la Canción    | 1985 | Tallin | 677   | 26,437        |
| XXI Festival de la Canción   | 1990 | Tallin | 690   | 28,922        |
| XXII Festival de la Canción  | 1994 | Tallin | 811   | 25,802        |
| XXIII Festival de la Canción | 1999 | Tallin | 856   | 24,875        |
| XXIV Festival de la Canción  | 2004 | Tallin | 850   | 22,759        |
| XXV Festival de la Canción   | 2009 | Tallin | 864   | 26,430        |
| XXVI Festival de la Canción  | 2014 | Tallin | 1,046 | 33,025        |
| XXVII Festival de la Canción | 2019 | Tallin | 1,020 | 32,302        |